# Marcellinara
Marcellinara (Marcinàri in calabrese) è un comune italiano di 2 188 abitanti della provincia di Catanzaro in Calabria.

## Geografia fisica
Il comune si estende su una superficie di 20 km² e sorge alle pendici del monte di Tiriolo, scendendo a balzi verso la depressione più profonda del rilievo calabrese, detta gola di Marcellinara o anche Garrupa, ad un'altitudine di 221 m s.l.m. A sud del paese si trova la sella di Marcellinara, punto più basso (250 m s.l.m.) dell'Appennino calabro.

## Storia
La storia di Marcellinara è legata a quella della famiglia Sanseverino, che nel 1447 l'ebbe in feudo dal re del Regno di Napoli Alfonso I d'Aragona.

### Simboli
Lo stemma e il gonfalone del comune di Marcellinara sono stati concessi con decreto del presidente della Repubblica del 3 febbraio 2017.
Il gonfalone è un drappo di giallo con bordatura d'azzurro.
Lo stemma civico, con il cuore infiammato trafitto dalle frecce, riprende un antico timbro in uso nel XV secolo.

## Società

### Evoluzione demografica
Abitanti censiti

## Infrastrutture e trasporti
Marcellinara si trova sulla strada statale 19 delle Calabrie, l'antica strada consolare Popilia.
La cittadina è servita dall'omonima stazione posta sulla ferrovia Lamezia Terme-Catanzaro Lido.